# Bertil Johansson

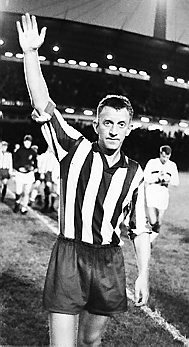
Johansson 1966 im Nya Ullevi

Bertil „Bebben“ Johansson (* 22. März 1935 in Göteborg; † 5. Mai 2021) war ein schwedischer Fußballspieler und -trainer.

## Werdegang
Johansson begann mit dem Fußballspielen bei Sävedalens IF. 1954 wechselte er zu IFK Göteborg. In den folgenden Jahren bildete er mit Bengt Berndtsson und Owe Ohlsson den durchschlagskräftigen Sturm des Vereins in der ersten Liga, der Allsvenskan. In der Spielzeit 1957/58 konnte er mit 27 Saisontreffern zusammen mit Henry Källgren von IFK Norrköping den Torschützentitel der schwedischen Eliteserie ergattern. Damit trug er entscheidend zum Gewinn der Meisterschaft im selben Jahr bei. Bis 1968 lief er noch für den Verein auf und mit seinen in 267 Spielen erzielten 162 Erstligatoren gehört er zu den besten fünf Torschützen in der Geschichte der Allsvenskan. Neben Torbjörn Nilsson und Gunnar Gren gilt er als bedeutendster Spieler in der Geschichte von IFK Göteborg.
Am 26. Oktober 1958 debütierte Johansson beim 4:4-Unentschieden gegen die dänische Landesauswahl in der schwedischen Nationalmannschaft. Trotz seiner Erfolge in der Liga kam er bis 1963 nur auf vier Länderspiele, in denen ihm ein Torerfolg versagt blieb.
1967 wechselte Johansson auf die Trainerbank von IFK Göteborg. Zunächst wurde er zweimal Neunter. 1969 gewann IFK unter ihm das Double aus Meisterschaft und schwedischem Pokal. IFK stieg aber bereits in der folgenden Saison ab, was dann auch das Ende seiner Trainerlaufbahn auf höherer Ebene bedeutete. Er ist neben Stefan Rehn und Jonas Olsson der einzige, der mit IFK Göteborg sowohl als Spieler als auch als Trainer Meister wurde. 1982 bis 1987 betreute er noch den unterklassigen Sävedalens IF. Er engagierte sich auch im Handball.
Bertil Johansson, der hauptberuflich als Metallarbeiter bei den Götaverken arbeitete, lebte zuletzt mit seiner Frau Solveig in Hönö.